# José García-Aldave Mancebo
José García-Aldave Mancebo (10 de febrer de 1876 - 13 d'octubre de 1936) va ser un militar espanyol.

## Biografia
Va ingressar en l'Acadèmia General Militar de Toledo el 31 d'agost de 1891, d'on es va llicenciar al juliol de 1894 com a tinent segon d'infanteria.Al llarg de la seva carrera militar participaria en les guerres de Cuba, Melilla i el Rif. En 1925 va aconseguir el rang de coronel, manant els regiments d'infanteria n. 29, n. 17 i n. 33.
Al febrer de 1932 va ascendir al rang de general de brigada.
El juliol del 1936 es trobava destinat a Alacant com a comandant militar de la plaça i al capdavant de la 6a. Brigada d'Infanteria, pertanyent a la III Divisió Orgànica. A l'esclat de la Guerra Civil, García-Aldave no es va revoltar contra el govern, però va mantenir una posició indecisa davant la rebel·lió militar. Va ordenar a les tropes sota el seu comandament que s'aquarteressin, encara que va permetre l'enviament d'una columna per combatre els revoltats a Almansa. García Aldave es va mantenir indecís i a l'espera del que decidís el comandant de la III Divisió Orgànica, el general Fernando Martínez-Monje Restoy. Quan el 20 de juliol es va reunir amb el president de les Corts, Diego Martínez Barrio, li va manifestar que era fidel a la República però que mai es posaria contra els seus «germans d'armes». Finalment, el 23 de juliol, davant la seva actitud dubtosa, les autoritats republicanes van destituir García-Aldave i el van recloure a l'Hotel Samper al costat d'altres oficials sospitosos.
García-Aldave va ser jutjat per un tribunal, condemnat a mort i afusellat el 13 d'octubre de 1936, al costat de vuit oficials rebels.

## Família
Era fill del general José García Aldave, que va ser capità general de Melilla.